# Велькополе (Великопольське воєводство)
Велькополе (пол. Wielkopole) — село в Польщі, у гміні Клечев Конінського повіту Великопольського воєводства.
Населення — 147 осіб (2011).
У 1975—1998 роках село належало до Конінського воєводства.

## Демографія
Демографічна структура станом на 31 березня 2011 року:
|          | Загалом | Допрацездатний вік | Працездатний вік | Постпрацездатний вік |
| -------- | ------- | ------------------ | ---------------- | -------------------- |
| Чоловіки | 70      | 13                 | 48               | 9                    |
| Жінки    | 77      | 12                 | 51               | 14                   |
| Разом    | 147     | 25                 | 99               | 23                   |